# Regió d'Istanbul (estadística)
La regió estadística d'Istanbul (TR1) és una de les 12 regions estadístiques de Turquia.

## Subregions i províncies
- Subregió d'Istanbul (TR10)
  - Província d'Istanbul (TR100)